# Oksza (herb szlachecki)
Oksza (Ascia, Oxa, Bradacica, Bradaczyca, Brodacica, Halabarda, Hoksza, Oksa, Kołda) – polski herb szlachecki, jeden z 47 herbów adoptowanych przez bojarów litewskich w unii horodelskiej w 1413 roku. Herb został też wymieniony w najstarszym zachowanym do dziś polskim herbarzu, napisanym przez historyka Jana Długosza, Insignia seu clenodia Regis et Regni Poloniae z lat 1464–1480. W Warszawie na terenie dzielnicy Ursus istnieje ulica Herbu Oksza.

## Opis herbu

### Opis historyczny
Jan Długosz blazonuje herb następująco: 

Oxa siue Ascia, que securim carnificam, quam poloni oxam, Bohemi bradaczyczam vocant, in campo rubeo defert.

Co w przekładzie daje:

Siekiera katowska, którą Polacy okszą, Czesi bradaczycem nazywają, w polu czerwonym wyobrażona

Kasper Niesiecki natomiast: 

Ma być biała oksza w polu czerwonym, ostrzem w prawą tarczy prosto postawiona, na hełmie nad koroną takaż oksza, końcem od dołu niby utkwiona.

### Opis współczesny
Opis skonstruowany współcześnie brzmi następująco:
Na tarczy w polu czerwonym siekiera bojowa (oksza) srebrna, ostrzem w prawo.
W klejnocie samo godło, wbite ostrzem w koronę.
Labry herbowe czerwone, podbite srebrem.

## Geneza

### Najwcześniejsze wzmianki
Herb z początku XII w.
W wyniku unii horodelskiej w 1413 herb został przeniesiony na Litwę. Do rodu Okszów został przyjęty bojar żmudzki Minimund Seśnikowicz (Sessnicouicz, Sessnykouicz). Ród Okszów reprezentowali w Horodle Mikołaj ze Strzelc – sędzia sandomierski i Klemens Wątróbka ze Strzelc, który przywiesił do aktu swą pieczęć.
Najwcześniejsze źródło heraldyczne wymieniające herb to datowane na lata 1464–1480 Insignia seu clenodia Regis et Regni Poloniae polskiego historyka Jana Długosza. Zapisuje on informacje o herbie jako Oxa wśród 71 najstarszych polskich herbów szlacheckich we fragmencie:

Oxa siue Ascia, que securrim carnificinam in campo rubeo defert, quam Poloni Oxam, Bohemi Bradaczyczam vocant. Genus Boemicum et una familia cum Rauitis, que ab exilio Bohem ico, venia principum obtenta, reuocata, in memoriam sceleris prima arma Rauitarum deferre vetita, hec deferre iussa, tota iterumque in Poloniam refluxit. Viri in ea arrogantes et vafri.

### Legenda herbowa
Sławna była w Czechach familia Wierszowców, osobliwie za panowania Mnuta książęcia czeskiego, tak, że też ten pan, myślistwem się zbynie bawiąc, a o rządy księstwa swego mniej dbając, jednemu z Wierszowców całego państwa gubernią oddał. Tak z łaski książęcej wyniesiony animusz, mało miał na tym, póty się zdał być niespokojny, pókiby Mnata z księstwa dziedzicznego nie strąciła siebie (...) na niem nie osadził; przetoż ująwszy sobie wielkimi obietnicami niektórych przedniejszych, na to ich namówił, że na sejmie (...) za książęcia go ogłosić mieli. Taił się długo sekret (...), przecież przecisnął się i do Mnata książęcia, ten sam osobiście, na sejm się stawiwszy z gromadnym ludem, Wierszowcowi przed sobą stanąć kazał, tam wymówiwszy mu zdradę jego, i niewdzięczność za swoje łaski, obierać mu sobie kazał; żeby albo od siebie samego ginął, albo od kogo innego. Na pierwszym stanęło, miecza dobywszy Wierszowiec, sam siebie zabił. Z tej okazji familia Wierszowów (...), za granicę do inszyh państw się wynieśli, osobliwie jednak do Polski, z którego potomków Jan Wierszowiec, (...) w r. 1103 zabił Świętopełka książęcia czeskiego, za co od Bolesława Krzywoustego hojnie był udarowany (...).

## Historia
O historii rodu Werszowców pisał Kosmas z Pragi w swojej Chronica Boëmorum. Gdy książę czeski Świętopełk za rzekomą zdradę wygubił czeski ród Werszowców, niedobitki ruszły na Śląsk i na Węgry. Według Marcina Bielskiego, Jan Werszowiec (Werszowic, Wrszowic, Wierszowiec, Wersowicz, Wrsowicz) w XI wieku w oblężęniu Wrocławia przeszedł ze swoim oddziałem na stronę Polaków i zabił Świętopełka, przyczyniając się walnie do ich zwycięstwa. Książę Bolesław III Krzywousty nagrodził go za ten czyn związaną z nim ziemią (ziemie nadwarciańskie), do której również należała wieś Siemkowice, gdzie Werszowicowie, jak w 1551 r. wzmiankował Marcin Bielski, „postawili tu mocny zameczek na wyspie między wody”. Z biegiem czasu potomkowie Jana Werszowica, protoplasty rodu Okszyców, podzielili się wsiami podarowanej ziemi i w XV w. od ich nazw przyjęli nazwiska. Stąd Błeszyńscy, Gromadzcy, Jackowscy, Kłobukowscy, Kłomniccy, Okszyńscy, Ostrowscy, Radoszewscy i Siemkowscy. Na pochodzenie nazwy tamtejszej rzeki Oksza, wskazują dawniej nad nią usytuowane posiadłości Okszyców. Także nazwa pobliskiej miejscowości Wieruszów, sąsiadującej z dawnymi posiadłościami Okszyców, założonej na przełomie XIII i XIV wieku (nova Vieruszov 1368, Veruschov, Versilgav) tuż obok najstarszej części Wieruszowa, czyli grodu leżącego w widłach Prosny i Niesobu, prawdopodobnie wskazuje na założycieli Werszowców. Obok grodu, położonego niegdyś w ziemi wieluńskiej, po lewej stronie rzeki istniało dawniej najstarsze osiedle nieobronne zwane Starym Wieruszowem (Vierusov antiqua, antiquum oppidum Vyerusszov).
Prawdopodobnie w okresie rządów w Krakowie Henryka Brodatego i jego syna Henryka Pobożnego (1231-1241), Okszom ze Śląska czasów rozbicia dzielnicowego zostały nadane dobra w parafii Witów, należące do domeny książęcej. Z racji swych posiadłości w nadwarciańskiej ziemi sieradzkiej, Okszyce z Witowa byli naturalnymi zwolennikami rządzącego od 1279 r. Małopolską Leszka Czarnego, jednocześnie księcia sieradzkiego.
Okszyce mieli także włości w ziemi sandomierskiej. Do zapisanych w źródłach Okszyców tejże linii należeli: Sieciech zmarły po 1287, a przed 1291 r., podkomorzy sandomierski; jego brat Boksza, wojewoda sandomierski w latach 1286–1288; także Imram z Witowa, wojski krakowski w latach 1286–1288. W następnych pokoleniach najczęściej nadawanym imieniem Witowskiej linii Okszyców był Sieciech.
Na własność rodu Okszyców przypuszczalnie w II poł. XIII w. przeszły Strzelce Wielkie. Rycerze pieczętujący się herbem Oksza władali Strzelcami w pierwszej połowie XIV w., ich krewniacy władali w Morsku i w Witowie. Z Okszyców Witowskich wywodzili się także Reyowie z Nagłowic Werszowiec-Rey.
Najpóźniej po 1290 r. Okszyce znaleźli się w obozie Władysława Łokietka, walczącego o stolicę krakowską. Z tego rodu wywodził się zapisany w 1322 r. Sieciech z Morska, a także Imram z Witowa, wojewoda krakowski w l. 1341–1359, jeden z najbliższych współpracowników Kazimierza Wielkiego.
Wymieniony w źródłach z lat 1331–1332 Mikołaj Pępek był, według Janusza Kurtyki, protoplastą rodziny Wątróbków herbu Oksza władającej pod koniec XIV w. Strzelcami, Witosem i Górką. Odnotowany w latach 1364–1365 Maciej ze Strzelec przekazał swój majątek synom, z których jeden – Wiernek – objął przed 1357 r. Górkę i Witów, drugi zaś, Mikołaj Wątróbka, wziął Strzelce. Pod koniec XIV w. zostały one podzielone między dwie rodziny pieczętujące się herbem Oksza, a mianowicie Wątróbków oraz Jana z Czernichowa i jego syna Boksy.

## Herbowni
Lista herbownych w artykule sporządzona została na podstawie wiarygodnych źródeł, zwłaszcza klasycznych i współczesnych herbarzy. Należy jednak zwrócić uwagę na częste zjawisko przypisywania rodom szlacheckim niewłaściwych herbów, szczególnie nasilone w czasie legitymacji szlachectwa przed zaborczymi heroldiami, co zostało następnie utrwalone w wydawanych kolejno herbarzach. Identyczność nazwiska nie musi oznaczać przynależności do danego rodu herbowego. Przynależność taką mogą bezspornie ustalić wyłącznie badania genealogiczne.
Pełna lista herbownych nie jest dziś możliwa do odtworzenia, także ze względu na zniszczenie i zaginięcie wielu akt i dokumentów w czasie II wojny światowej (m.in. w czasie powstania warszawskiego w 1944 spłonęło ponad 90% zasobu Archiwum Głównego w Warszawie, gdzie przechowywana była większość dokumentów staropolskich). Lista nazwisk znajdująca się w artykule pochodzi z Herbarza polskiego, Tadeusza Gajla (160 nazwisk). Występowanie na liście nazwiska nie musi oznaczać, że konkretna rodzina pieczętowała się herbem Oksza. Często te same nazwiska są własnością wielu rodzin reprezentujących wszystkie stany dawnej Rzeczypospolitej, tj. chłopów, mieszczan, szlachtę. Jest to jednakże dotychczas najpełniejsza lista herbownych, uzupełniana ciągle przez autora przy kolejnych wydaniach Herbarza. Tadeusz Gajl wymienia następujące nazwiska uprawnionych do używania herbu Oksza:
Aramowicz, Aramowski, Aratowski,
Babski, Bartoszewicz, Bestkowski, Bierow, Bierowo, Błeszyński, Boczka, Bogucki, Bogusławski, Boksa, Boksza, Brzeski, Bukowski,
Chocianowski, Chocimowski, Chomentowski, Chomętowski, Chomicz, Chudziński, Czapel, Czapski, Czerniachowicz, Czerwiakowski,
Dobieszewski, Domarat, Domasewski, Donatkowski, Donatowski, Dulek, Dyl, Dylewski, Dzierzbicki, Dziewięcki,
Gawinowicz, Gawinowski, Gdowski, Gorlicki, Gosławski, Grabowski, Gramacki, Grądowski, Grochowalski, Gromacki, Gromadzki, Gromowicz, Grondowski, Gruszewski, Grynowski,
Herman, Horn,
Jachowski, Jackowski, Jakubowski, Jałowski, Jasieński, Jaśkowski, Jaworski, Jerikowski, Jerzykowski, Jęk,
Kaczkowski, Kłobuchowski, Kłobuczyński, Kłobukowski, Kłomnicki, Konarzewski, Konopnicki, Krasnowski, Krusieński, Krusiński, Kruszyński,
Lucyanowski,
Mchowski, Miedzwiecki, Miedzwiedzki, Miedźwiecki, Miedźwiedzki, Mietelski, Mietniowski, Mietulski, Minimod, Morski,
Nagłowski, Nankier, Niedźwiecki, Niedźwiedzki,
Ogryjewski, Ogryjowski, Oksiński, Okszyński, Okulicz, Okulicz-Kozaryn, Orzechowski, Ostrowski, Oxtul, Ożechowicz,
Partheka, Pełczycki, Pęcherzowski, Pijanowski, Pląskowski, Płaskowski, Płąskowski, Pomowski, Poroski, Porowski,
Raczkowski, Radoszewski, Radoszowski, Radziechowski, Rawecki, Rawicki, Rej, Rey, Rogoziński, Rokosowski, Rokossowski, Rzuchowski,
Sarzycki, Ściepura, Ściepuro, Sieciech, Sieciechowski, Siekierka, Siekierko, Siekirka, Siemichowski, Siemikowski, Siemkowski, Simkowski, Sierski, Sośnikowicz, Stablewski, Strzałecki, Strzelbicki, Strzelecki, Strzeżecki, Sulikowski, Szumski,
Ściepuro,
Topolski, Trzciński,
Wahl, Wal, Wall, Wątrobiński, Wątrobski, Wątróbka, Werszowic, Werszowiec, Wielkowski, Wierzchowiecki, Wierszowiec, Wilczkowski, Wilk, Witowski, Włostowski, Wrzębski, Wrzępski,
Zdrodowski, Zdrowski, Ziembicki.
Maria Minakowska w Wielkiej Genealogii Minakowskiej wspomina również o rodzinie Wierzchowieckich herbu Oksza.
Łącznie 161 nazwisk.

### Znani herbowni
- Nanker
- Mikołaj Rey (w początku XX wieku wprowadzono pisownię: Rej, jednak nie zaakceptowaną przez potomków – rodzinę Reyów).
- Paweł Edmund Strzelecki
- Florian Stablewski
- Stanisław Orzechowski